# Morgan Rusler
Morgan Rusler (* in Kalifornien) ist ein US-amerikanischer Theater- und Filmschauspieler sowie Synchronsprecher.

## Leben
Rusler wurde in Südkalifornien geboren, wo er auch aufwuchs. Bereits mit 13 Jahren spielte er an der Sommertheaterproduktion des City of Los Angeles Dept of Recreation and Parks The Music Man mit der Schauspielerei und spielte in Stücken von der University of La Verne mit. Er erwarb seinen Bachelor of Arts in Theatergeschichte am Whittier College und einen Master of Fine Arts in Schauspiel am California Institute of the Arts. Anschließend gehörte er für fünf Jahre dem Ensemble des Hillside Repertory an. Er gehörte außerdem mehrere Jahre den Theatern Geffen Playhouse und dem Colony Theatre an.
Als Filmschauspieler trat Rusler erstmals 1995 im Kurzfilm Covenant in Erscheinung. Es folgten Besetzungen in den Filmen Dead Tides und Der Feind in meinem Haus im Folgejahr. 2002 übernahm er die Rolle des A.J. im Katastrophenfernsehfilm Wettlauf mit dem weißen Tod. Von 2007 bis 2013 stellte er die Rolle des Mack Johnson in insgesamt sechs Episoden der Fernsehserie Mad Men dar. 2013 spielte er außerdem die Rolle des Don Collin im Film Gefährliche Lehrerin. 2016 spielte er in zwei Episoden die Rolle des Dr. Nevins in der Fernsehserie Animal Kingdom.
Als Synchronsprecher war er in den 1990er Jahren in verschiedenen Zeichentrickserien zu hören. Später folgten Sprechrollen in Computerspielen wie L.A. Noire, Resident Evil 6 und The Last of Us.

## Filmografie (Auswahl)
- 1995: Covenant (Kurzfilm)
- 1996: Dead Tides
- 1996: Der Feind in meinem Haus (Out of the Darkness)
- 1998: Ein Hauch von Himmel (Touched by an Angel, Fernsehserie, Episode 4x15)
- 1999: Galaxy Quest – Planlos durchs Weltall (Galaxy Quest)
- 2000: Shafted!
- 2000: Der Tod lauert nebenan (The Perfect Tenant)
- 2002: Wettlauf mit dem weißen Tod (Trapped: Buried Alive, Fernsehfilm)
- 2002: A Light in the Darkness
- 2002: Time Shift
- 2002: The Guardian – Retter mit Herz (The Guardian, Fernsehserie, Episode 1x16)
- 2002: Robbery Homicide Division (Fernsehserie, Episode 1x02)
- 2002: Solaris
- 2002: Catch Me If You Can
- 2003: Tom Hits His Head (Kurzfilm)
- 2003: Für alle Fälle Amy (Judging Amy, Fernsehserie, Episode 4x24)
- 2003: Firefly – Der Aufbruch der Serenity (Firefly, Fernsehserie, Episode 1x14)
- 2004: Crossing Jordan – Pathologin mit Profil (Crossing Jordan, Fernsehserie, Episode 3x10)
- 2005: Broadcast 23 (Kurzfilm)
- 2005: Charmed – Zauberhafte Hexen (Charmed, Fernsehserie, Episode 8x09)
- 2007: Like Magic (Kurzfilm)
- 2007–2013: Mad Men (Fernsehserie, 6 Episoden)
- 2008: Big Shots(Fernsehserie, Episode 1x09)
- 2008: The Hottie & the Nottie – Liebe auf den zweiten Blick (The Hottie & the Nottie)
- 2009: CSI: Vegas (CSI: Crime Scene Investigation, Fernsehserie, Episode 10x01)
- 2009: Shadow.net (Kurzfilm)
- 2010: Einfach zu haben (Easy A)
- 2011: The Green Hornet
- 2013: Gefährliche Lehrerin (Dirty Teacher, Fernsehfilm)
- 2015: The Anniversary (Kurzfilm)
- 2015: Daytona (Kurzfilm)
- 2015: Bad Sister
- 2015: Breaker Breaker (Kurzfilm)
- 2016: Animal Kingdom (Fernsehserie, 2 Episoden)

## Synchronisationen (Auswahl)
- 1996–1999: Animated Stories from the New Testament (Zeichentrickserie, 2 Episoden, verschiedene Rollen)
- 1997–2005: Animated Hero Classics (Zeichentrickserie, 3 Episoden, verschiedene Rollen)
- 2011: L.A. Noire (Computerspiel)
- 2012: Resident Evil 6 (Computerspiel)
- 2013: The Last of Us (Computerspiel)

## Theater (Auswahl)
- Abbamemnon, Regie: Matt Walker, Troubadour Theater Company
- Fleetwood Macbeth, Regie: Matt Walker, Troubadour Theater Company
- The First Jo-el, Regie: Matt Walker, Troubadour Theater Company
- It’s a Stevie Wonderful Life, Regie: Matt Walker, Troubadour Theater Company
- Driving Riving Miss Daisy, Regie: Brian Kite, McCoy/Rigby
- Nighthawks, Regie: Stephan Novinski, Kirk Douglas Theater
- All my Sons, Regie: Randy Arney, The Geffen Playhouse
- Lewis and Clark reach the Euphrates, Regie: Gregory Boyd, Mark Taper Forum
- The Foreigner, Regie: Jules Aaron, McCoy/Rigby
- Paint your Wagon, Regie: Gil Cates, The Geffen Playhouse
- War Music, Regie: Jessica Kubzansky, LATC
- A Servant to two Masters, Regie: Jessica Kubzansky, LATC
- The Importance of being Earnest, Regie: Sheldon Epps, Pasadena Playhouse
- The Foreigner, Regie: Tom Alderman, Pasadena Playhouse